# Tsjadische talen

Verspreidingsgebied van de Afro-Aziatische talen.
Tsjadische talen

De Tsjadische talen worden gesproken in Centraal- en West-Afrika, in het gebied rond het Tsjaadmeer. De grootste Tsjadische taal is het Hausa, dat gesproken wordt als eerste taal door zo'n 24 miljoen mensen. Hausa dient ook als lingua franca in West-Afrika; zo'n 40 tot 50 miljoen mensen spreken Hausa als tweede taal. De meeste andere Tsjadische talen hebben niet meer dan een paar duizend sprekers; veel van de talen worden bedreigd met uitsterven vanwege de groeiende dominantie van het Hausa.
De taalfamilie bestaat uit 195 erkende talen en is daarmee verreweg de grootste tak van de Afro-Aziatische talen. De talen worden gesproken in de Centraal-Afrikaanse Republiek, Kameroen, Niger, Nigeria en Tsjaad. Zo'n 25% van de talen die in Nigeria gesproken worden zijn Tsjadische talen; ze worden voornamelijk in het noordoostelijk deel van het land gesproken.
Vanwege de oost-westverspreiding van de Tsjadische talen, langs de zuidkant van de Sahara, denken sommige experts dat de Tsjadische oertalen gesproken werden door volkeren langs de zuidoever van de Paleotsjadische Zee, een enorme binnenzee waar het huidige Tsjaadmeer een overblijfsel van is. Toen de zee begon te krimpen en het gebied droger werd, zijn sprekers van Tsjadische talen mogelijk weggetrokken naar hoger gelegen gebieden.
Tsjadische talen zijn toontalen. Er worden twee (in sommige talen drie) verschillende toonhoogten gebruikt om woorden en andere betekenisdragende eenheden van elkaar te onderscheiden.

## Indeling
De Amerikaanse taalkundige Paul Newman deelde de taalfamilie in 1977 op in vier hoofdgroepen. Deze indeling is sindsdien algemeen geaccepteerd geraakt.
- De West-Tsjadische talen
  - Tak A (43 talen)
    - Hausa en Gwandara (2 talen), Niger, Nigeria
    - Bole-Tangale (21 talen), Nigeria
    - Ron-Fyer (12 talen), Nigeria
    - Angas-Gerka (7 talen), Nigeria

  - Tak B (29 talen)
    - Bade-Ngizim (5 talen), Nigeria
    - Noord-Bauchi (10 talen), Nigeria
    - Barawa (14 talen), Nigeria
- De Biu-Mandaratalen
  - Tak A (64 talen)
    - Tera-Ga'anda (5 talen), Nigeria
    - Bura-Marghi (8 talen), Nigeria
    - Higi (4 talen), Kameroen en Nigeria
    - Mandara-Lamang (10 talen), Kameroen en Nigeria
    - Mafa-Mofu (18 talen), Kameroen
    - Sukur (1 talen), Nigeria
    - Daba (6 talen), Kameroen en Nigeria
    - Bata-Bacama (12 talen), Kameroen en Nigeria

  - Tak B (13 talen)
    - Kotoko-Yedina (10 talen), Kameroen, Nigeria en Tsjaad
    - Musgu (3 talen), Kameroen en Tsjaad

  - Gidar (1 taal), Kameroen
- De Oost-Tsjadische talen
  - Tak A (18 talen)
    - Sumrai-Miltu (10 talen), Tsjaad
    - Nancere-Gabri (6 talen), Tsjaad
    - Kwang-Kera (2 talen), Tsjaad en Kameroen
- Tak B (19 talen)
  -     - Dangla (14 talen), Tsjaad
    - Mukulu (1 talen), Tsjaad
    - Sokoro (4 talen), Tsjaad
- De Masatalen (8 talen)
  - Herdé (Zime), Tsjaad
  - Pévé, Tsjaad
  - Massa (Masana, Masa), Tsjaad
  - Mesme, Tsjaad
  - Marba, Tsjaad
  - Musey, Tsjaad
  - Ngete, Tsjaad
  - Zumaya (uitgestorven), Kameroen